# دانيال بيرغر (أستاذ جامعي)
دانيال بيرغر (بالألمانية: Daniel Berger)‏ هو نقاش أطباق نحاسية ‏ وفنان ألماني، ولد في 25 أكتوبر 1744 في برلين في ألمانيا، وتوفي بنفس المكان في 17 نوفمبر 1825.